# فريدة بليزيد
فريدة بليزيد (مواليد 10 مارس 1948) مخرجة أفلام وكاتبة سيناريو مغربية، بدأت العمل في مجال السينما في السبعينيات، منذ بداية حياتها المهنية حتى عام 2003، كانت المخرجة الوحيدة في المغرب، وقد اشتغلت على عدة أعمال سينمائية مهمة مثل باب السماء مفتوح، وكيد النساء.

## مسيرتها
خريجة المعهد العالي للدراسات السينمائية (باريس)، أخرجت فيلم باب السماء مفتوح، وكتبت عدة سيناريوهات لأفلام مثل جرحة في الحائط وعرائس من قصب، كما كتبت أفلاما في التسعينات للمخرج محمد عبد الرحمن التازي. إلى جانب تكوينھا السينمائي، درست فريدة بليزيد الأدب في جامعة باريس. في سنة 2024 صدر كتاب متخصص باللغة الإنجليزية عن دار النشر "سبرينغر" يستعرض بالدراسة والتحليل المسار السينمائي والعمل الجمعوي والسياسي للمخرجة في عھد الملكين الحسن الثاني ومحمد السادس.

### المناصب
عينھا الملك المغربي محمد السادس عضوة باللجنة الخاصة للنموذج التنموي سنة 2019.

## روابط خارجية
- فريدة بليزيد على موقع IMDb (الإنجليزية)
- فريدة بليزيد على موقع روتن توميتوز (الإنجليزية)
- فريدة بليزيد على موقع قاعدة بيانات الفيلم (الإنجليزية)